# Amfreville-sous-les-Monts
 Amfreville-sous-les-Monts  es una población y comuna francesa, en la región de Alta Normandía, departamento de Eure, en el distrito de Les Andelys y cantón de Fleury-sur-Andelle.

## Demografía
| 390 | 388 | 374 | 431 | 445 | 471 |
| Para los censos de 1962 a 1999 la población legal corresponde a la población sin duplicidades (Fuente: INSEE [Consultar]) |     |     |     |     |     |